# Woda toaletowa

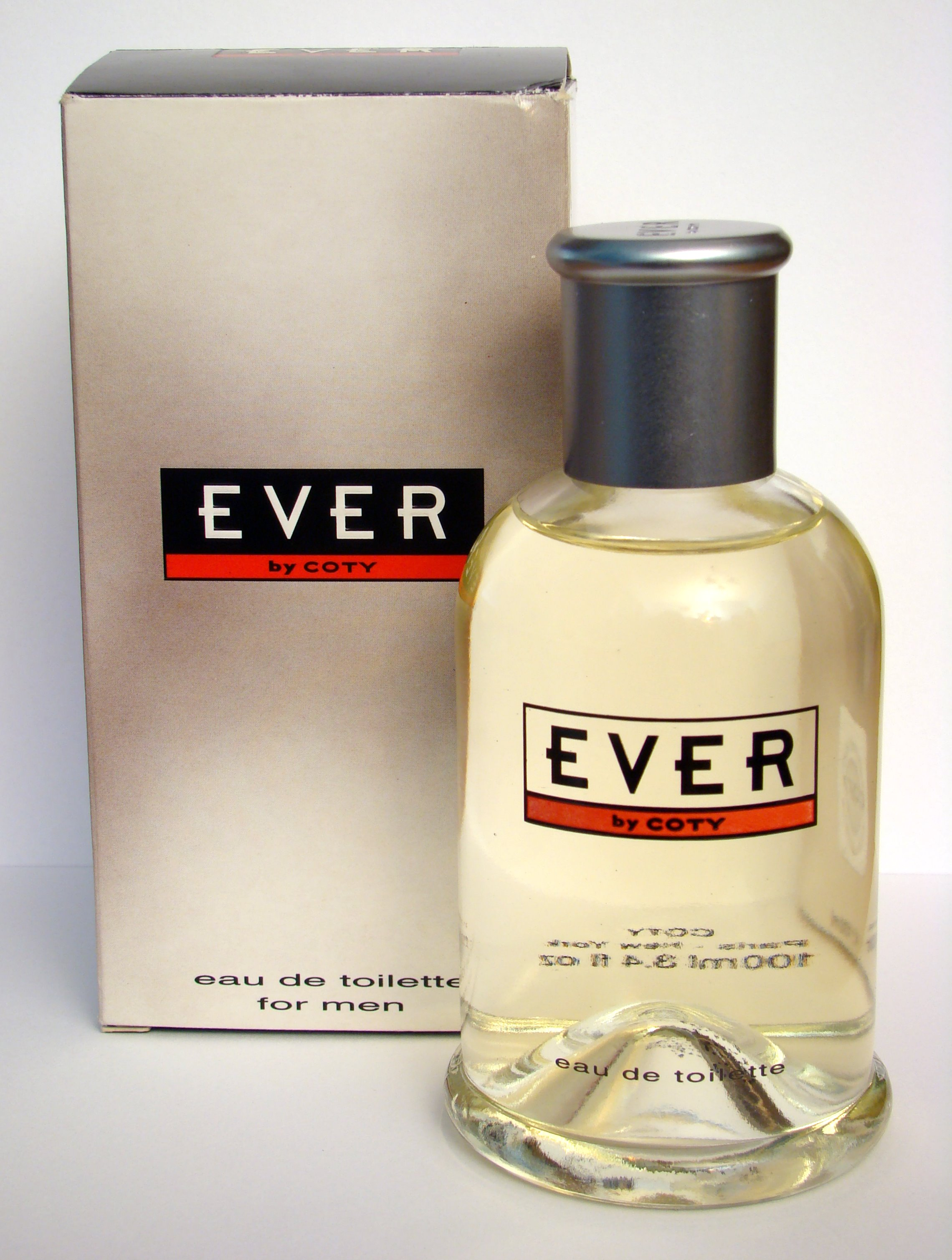
Woda toaletowa

Woda toaletowa (fr. eau de toilette) – alkoholowy roztwór kompozycji zapachowej, zawierający zwykle kilka procent (od 5–10%) substancji zapachowych w alkoholu etylowym (70–80%).
Woda toaletowa o kwiatowej nucie zapachowej jest nazywana „wodą kwiatową”. Woda kolońska to woda toaletowa o zapachu typu „cologne”. Kompozycję „Eau de Cologne” stworzył na początku XVIII w. perfumiarz, Johann Maria Farina (1685–1766).